# ブロックワイド
ブロックワイドとは、ラジオ番組における制作・構成手法の1つである。長時間の番組枠（ワイド番組）を細分化して、スポンサーに切り売りする。その切り売りされた「ブロック」を、「ワイド番組」のパーソナリティがつないでいくスタイルのことを言う。
主に、中波ラジオ局において、平日午前から午後にかけてのワイド番組に多く採用されている。1970年代から1990年代にかけては、大都市圏の中波ラジオ局で放送されていた平日夜の若者向けワイド番組でも同様の構成がとられたが、ピーク時には様々な問題も起こった（後述）。

## 形態の例
- 1時間のワイド番組を10分毎に6つの枠（ブロック）に分けて、それぞれを「コーナー番組（フロート番組、箱番組とも）」として、スポンサーに販売する。その合間をパーソナリティが自らのトークで繋いで行く。
- 「コーナー番組」はその大半において、事前に収録しておいたテープを当該時刻に放送するものであったが、一部はパーソナリティがワイド番組の流れで進行するもの、スポットニュースや交通情報などを「コーナー番組」の範疇と考えるケースも一部にはあった。
- ワイド番組はその殆どが生放送であったことから、ワイド番組内の「コーナー番組」は一部を除き、放送開始時刻が厳密に決められておらず、分・秒単位が任意開始（所謂「アンタイム[注釈 1]」）であった。微妙な時間配分は常に、パーソナリティのトークに左右されるという特徴もある。
- 現在はこの様な形態を取る番組は少なく、AMラジオは『ひろたみゆ紀のサンデー早起き有楽町』（ニッポン放送）『レコメン!』（文化放送）。中には過去の例と同様に「コーナー番組」のみをネットする局がある。FMラジオは『SCHOOL OF LOCK!』（TOKYO FM）が近しい。ZIP-FMはサーフボードプログラム[注釈 2]を導入している。JFN制作・JFN系列局で放送する番組は部分的に仕組みを取り入れているが、これは局によって飛び乗り・飛び降りしやすくする為で、ブロックワイドではない。

## メリット・デメリット

### メリット
スポンサーや広告代理店などの持ち込み企画を形にしやすい
例えば、スポンサーがイメージキャラクターやCMキャラクターなどに起用したタレントが担当する「コーナー番組」へ提供しやすくなる。
旬のタレントなどを起用したコーナー番組がワイド番組全体の底上げとなることもあり、聴取率上昇の相乗効果が狙える
1980年代から1990年代初頭まではアイドル歌手、ロックバンドのメンバーなどが担当した「コーナー番組」が聴取率調査時には有効な存在となった。出演者をワイド番組のゲストとして迎えたり、通常は事前録音のコーナー番組枠をパーソナリティと共に生放送で進行することがあった。これは主に、聴取率調査時の特別企画として行われた。
ワイド番組自体に人気が出ると内包されているコーナー番組への注目度が上がることから、聴取率調査で有利となる
こちらは上記とは全く逆のケースであり、ワイド番組自体の企画力やパーソナリティの魅力により、聴取率が上昇し、それにあやかる格好で新たな「コーナー番組」が生まれることがあった。ただし、これは下記デメリットと紙一重で、実際に「コーナー番組」の増やし過ぎによる「自滅的番組打ち切り」という例があった（後述）。

### デメリット
ワイド番組の流れを削いでしまうリスクが高くなる
内包するコーナー番組はワイド番組自体の性格や聴取者層などを踏まえて選択しないとワイド番組内で浮いた存在となってしまい、番組の人気を下げてしまう遠因になり得る。
「コーナー番組」の存在が、シビアな時間配分を要求することがある
コーナー番組は基本的に録音など、パッケージ化されたものが多く、それらはCMを含めた本編時間（＝尺）が厳密に決められていることから、予定入り時間を守らないと、その後の番組進行が「コーナー番組」の消化最優先になり、パーソナリティのトークが出来なくなるというリスクがある。
「コーナー番組」が乱立しすぎると、パーソナリティの個性が発揮されず、番組の寿命を縮めてしまう
1976年（昭和51年）から1982年（昭和57年）まで、ニッポン放送で放送した若者向け夜ワイド番組『大入りダイヤルまだ宵の口』はコーナー番組の乱立がデメリットとなった分かりやすい例である。この番組が終了する直前は約3時間の番組枠に15本のコーナー番組が内包していたことから、パーソナリティが本来のトークを発揮できず、コーナー番組を繋いで行くだけの存在になってしまった。これにより、ワイド番組としての魅力が薄れ、リスナーが離れていく要因となった。
後番組の『くるくるダイヤル ザ・ゴリラ』は『まだ宵の口』のスタイルを完全に引き継いだことが仇となり、1年6ヶ月で終了した。ニッポン放送は『ザ・ゴリラ』の後番組『ヤングパラダイス』で、コーナー番組を2時間で3～4本に削減。パーソナリティの個性を前面に出す施策を取り、奏効させた。

## 過去の「ブロックワイド」番組
【備考】ここでは在京民放中波局の、平日夜の若者向け夜ワイド番組に限定して記している。
東京放送（TBSラジオ）
- 「夜はともだち」（1976 - 1982）林美雄、小島一慶、生島ヒロシ、山本雄二、春風亭小朝、松宮一彦などが担当
- 「5スイート・キャッツ」（1976 - 1977）「歌うヘッドライト」の当時のパーソナリティが日替わりで担当
- 「るんるんナイト ワオ!」（1982 - 1983）松宮一彦、小堺一機、関根勤などが担当
- 「エド山口のまんてんワイド」（1983 - 1984）エド山口が担当
- 「進め! おもしろバホバホ隊」（1984 - 1986）所ジョージ、柳沢慎吾などが担当
- 「岸谷五朗の東京RADIO CLUB」（1990 - 1994）岸谷五朗、恵俊彰、今田耕司、東野幸治が担当
- 「宮川賢の誰なんだお前は?!」（1995 - 1998）宮川賢が担当

文化放送
- 「ラジオで一番盛り沢山」（1976 - 1977）山本雄二が担当
- 「夜はラジオマガジン」（1977 - 1978）野中直子、本間令子が担当
- 「オレンジ通り五番街」（1978 - 1979）梶原しげる、みのもんたが担当[注釈 3]
- 「吉田照美の夜はこれから てるてるワイド」 → 「吉田照美のてるてるワイド」（1980 - 1985）吉田照美が担当
- 「新てるてるワイド 吉田照美のふッかいあな」（1985 - 1987）吉田照美が担当
- 「東京っ子NIGHT お遊びジョーズ」 → 「お遊びジョーズ」（1987 - 1989）関秀章、太田英明、ちびっこギャング、桑野信義が担当
- 「今夜もBREAK OUT ラジオバカナリヤ」（1989 - 1990）太田英明、三戸華之介が担当
- 「キッチュ! 夜マゲドンの奇蹟」（1990 - 1992）松尾貴史が担当
  - 夜マゲ スペシャル INGRY'Sの一触即発金曜日（1990 - 1992）INGRY'Sが担当
- 「サスケの夜はこんびんば!」（1992 - 1993）サスケが担当
- 「斉藤一美のとんカツワイド」（1993 - 1997）斉藤一美が担当
- 「古本新之輔 ちゃぱらすかWOO!」（1997 - 2002）古本新之輔が担当
- 「SUPER STAR QR」（2002 - 2003）ふかわりょう、山口智充、キングコング、横山裕、村上信五などが担当

ニッポン放送
- 「大入りダイヤルまだ宵の口」（1975 - 1981）高嶋ひでたけ、くり万太郎、はた金次郎、塚越孝が担当
- 「くるくるダイヤル ザ・ゴリラ」（1981 - 1983）塚越孝、林家こぶ平、上柳昌彦が担当
- 「ヤングパラダイス」（1983 - 1990）高原兄、三宅裕司が担当
- 「内海ゆたおの夜はドッカーン!」（1990 - 1991）内海ゆたおが担当
- 「伊集院光のOh!デカナイト」（1991 - 1995）伊集院光が担当
- 「キャイ〜ン天野ひろゆきのMEGAうま!ラジオバーガー!!」（1995）天野ひろゆきが担当
- 「ゲルゲットショッキングセンター」（1995 - 1999）井手功二、LFクールKが担当